# 裴志耕
裴志耕（1907年—1997年），中国人民解放军将领、中国人民解放军开国少将。
曾任空军第5军政委。1955年，授予中国人民解放军少将。